# Аполлонская (станция)
Аполло́нская — железнодорожная станция Минераловодского региона Северо-Кавказской железной дороги, находящаяся в городе Новопавловске Ставропольского края.

## Пассажирское сообщение по станции

### Направления поездов дальнего следования
| Страна               | Пункт назначения |
| -------------------- | --- |
| Российская Федерация | Адлер, Анапа, Владикавказ, Грозный, Минеральные Воды, Москва-Казанская, Москва-Павелецкая, Новороссийск, Санкт-Петербург |

### Направления поездов пригородного сообщения
| Страна               | Пункт назначения              |
| -------------------- | ----------------------------- |
| Российская Федерация | Владикавказ, Минеральные Воды |

По состоянию на июнь 2024 года по станции курсируют следующие поезда пригородного сообщения:
| Пригородное сообщение | Пригородное сообщение          | Пригородное сообщение | Пригородное сообщение          |
| № поезда              | Маршрут движения               | № поезда              | Маршрут движения               |
| --------------------- | ------------------------------ | --------------------- | ------------------------------ |
| 6439/6407             | Владикавказ — Минеральные Воды | 6408/6440             | Минеральные Воды — Владикавказ |

По состоянию на июнь 2024 года по станции курсируют следующие поезда дальнего следования:
| Дальнее следование               | Дальнее следование               | Дальнее следование               | Дальнее следование               |
| № поезда                         | Маршрут движения                 | № поезда                         | Маршрут движения                 |
| Круглогодичное обращение поездов | Круглогодичное обращение поездов | Круглогодичное обращение поездов | Круглогодичное обращение поездов |
| -------------------------------- | -------------------------------- | -------------------------------- | -------------------------------- |
| 33 «Осетия»                      | Владикавказ — Москва             | 34 «Осетия»                      | Москва — Владикавказ             |
| 251                              | Владикавказ — Санкт-Петербург    | 252                              | Санкт-Петербург — Владикавказ    |
| 333                              | Владикавказ — Минеральные Воды   | 334                              | Минеральные Воды — Владикавказ   |
| 381                              | Грозный — Москва                 | 382                              | Москва — Грозный                 |
| 617                              | Владикавказ — Новороссийск       | 618                              | Новороссийск — Владикавказ       |
| 629                              | Владикавказ — Адлер              | 630                              | Адлер — Владикавказ              |
| Сезонное обращение поездов       |                                  |                                  |                                  |
| 657                              | Владикавказ — Анапа              | 658                              | Анапа — Владикавказ              |